# Petrouchka (marionnette)
 (mars 2024).
Si vous disposez d'ouvrages ou d'articles de référence ou si vous connaissez des sites web de qualité traitant du thème abordé ici, merci de compléter l'article en donnant les références utiles à sa vérifiabilité et en les liant à la section « Notes et références ».
Pour l’article homonyme, voir Petrouchka.
Petrouchka (en russe : Петрушка), est un personnage type masculin du théâtre de marionnette traditionnel de Russie, le raïok, dont l’existence est attestée depuis le XVIIe siècle. Les petrouchkas peuvent être des marionnettes à fils ou des marionnettes à gaine. C'est une sorte de bouffon à long nez, robe et chapeau tricorne rouges.

## Étymologie
Petrouchka est le diminutif hypocoristique de Pyotr (Пётр), comme Pierrot est celui de Pierre en français.

## Origines
Il présente de grandes similitudes avec les personnages typiques des autres théâtres de marionnettes du monde, comme le Punch anglais, le Polichinelle italien et le Guignol lyonnais.
Il est inspiré d'un personnage ayant réellement existé, Pietro-Mira Pedrillo, bouffon italien invité à la cour d'Anne Ire de Russie[réf. nécessaire].

## Jeu
La voix de Petrouchka est très caractéristique. Le plus souvent il est présenté dans des situations récurrentes : traitement médical, premier jour à l'armée, scènes de ménage, achat d'un cheval...
À l'origine, Petrouchka est un personnage de slapstick, rossé principalement devant un public adulte. Le théâtre de marionnette s'adresse par la suite davantage au jeune public, aussi Petrouchka devint moins vulgaire et agressif, à l'instar de ses homologues dans la même situation. 
Le ballet intitulé Petrouchka met en scène ce personnage épris d'une gracieuse ballerine.